# NGC 7247
NGC 7247 је спирална галаксија у сазвежђу Водолија која се налази на NGC листи објеката дубоког неба.
Деклинација објекта је - 23° 43' 50" а ректасцензија 22h 17m 41,1s. Привидна величина (магнитуда) објекта NGC 7247 износи 12,6 а фотографска магнитуда 13,4. Налази се на удаљености од 38,043 милиона парсека од Сунца. NGC 7247 је још познат и под ознакама ESO 533-8, MCG -4-52-32, IRAS 22149-2358, PGC 68511.